# Natriumdithioniet
Natriumdithioniet of natriumhydrosulfiet is een zout van natrium, met als brutoformule Na2S2O4. Het is een sterk reductiemiddel.

## Synthese
Natriumdithioniet kan op verschillende manieren bereid worden. Het meest verspreide commerciële proces is het formiaatproces. Daarin reageert natriumformiaat met zwaveldioxide en natriumhydroxide in een waterige oplossing van methanol:
{\displaystyle {\ce {HCOONa + 2SO2 + NaOH -> Na2S2O4 + CO2 + H2O}}}
Een ouder proces is het zinkstofproces. Zinkpoeder, in water gesuspendeerd, wordt met zwaveldioxide gereduceerd tot zinkdithioniet. Dat wordt nadien met natriumhydroxide behandeld, waarbij natriumdithioniet wordt gevormd. In plaats van natriumhydroxide kan men ook natriumcarbonaat gebruiken:
{\displaystyle {\ce {Zn + 2SO2 -> ZnS2O4}}}
{\displaystyle {\ce {ZnS2O4 + 2NaOH -> Zn(OH)2 + Na2S2O4}}}
Een andere methode is de omzetting van natriumboorhydride met zwaveldioxide in sterk basisch milieu:
{\displaystyle {\ce {NaBH4 + 8SO2 + 8NaOH -> 4Na2S2O4 + NaBO2 + 6H2O}}}
De wereldproductie bedraagt meerdere 100.000 ton per jaar. De stof wordt onder meer geproduceerd door BASF volgens het formiaatproces en door Prayon-Rupel in Engis (België) volgens het zinkstofproces.

## Eigenschappen
Het komt voor als de watervrije vorm (wit poeder) of als het dihydraat (gele kristallen). Het heeft een onaangename zwavelgeur. Bij verwarming rond 60°C verliest het dihydraat zijn water. Het dihydraat is vatbaar voor zelfontbranding. Bij verhitting van het watervrije natriumdithioniet in lucht wordt rond 100°C in een exotherme reactie natriumsulfaat gevormd en zwaveldioxide vrijgezet.
Natriumdithioniet is goed oplosbaar in water. De oplossing is niet erg stabiel: er vindt een langzame ontleding plaats waarbij vrije sulfietionen ontstaan.

## Toepassingen
Vanwege de reducerende activiteit wordt natriumdithioniet gebruikt als bleekmiddel bij de bereiding van kleurstoffen, suiker, leder, textiel en papier. Het wordt ook gebruikt in roestverwijderaar voor mineralen.